# 部分対象
圏論という数学の分野において，部分対象（ぶぶんたいしょう，英: subobject）は，大まかに言って，同じ圏の別の対象の中にいる対象である．この概念は，集合論における部分集合，群論における部分群，位相空間論における部分位相空間などの概念の一般化である．対象の詳細な構造は圏論では重要でないから，部分対象の定義は，元を使わず，対象が別の対象の中にどのようにいるかを記述する射に依る．
部分対象の双対概念は商対象（しょうたいしょう，英: quotient object）である．これは商集合，商群，商位相空間などの概念を一般化する．

## 定義
詳しくは，A をある圏の対象とする．余域を A とする2つの単射
u: S → A
v: T → A
が与えられたとき，u ≤ v とは，u が v を通して分解することとする，つまり，ある w: S → T が存在して {\displaystyle u=v\circ w} とする．次で定義される二項関係 ≡:
u ≡ v ⇔ u ≤ v かつ v ≤ u
は余域を A とする単射上の同値関係であり，これらの単射の対応する同値類は A の部分対象 (subobject) である．2つの単射が A の同じ部分対象を表すとき，それらの始域は同型である．A を余域とする単射の集まりに関係 ≤ をいれたものは前順序をなすが，部分対象の定義は A の部分対象の集まりが半順序であることを保証する．（ある対象の部分対象の集まりは実は真クラスかもしれない；なのでこの議論は少々不正確である．任意の対象の部分対象の集まりが集合であるとき，圏は well-powered である．）
商対象という双対概念を得るには，単射を全射に置き換え射の向きを逆にすればよい．

## 例
圏 Set において，A の部分対象は A の部分集合 B に対応する，あるいは正確には，像がちょうど B であるような B に equipotent な集合からのすべての写像の集まりである．Set の集合の部分対象の半順序はちょうどその部分集合束である．類似の結果は Grp やいくつかの他の圏でも成り立つ．
半順序クラス P が与えられたとき，P の元を対象とし，1つの対象（元）が別の対象以下のときに前者から後者にただ1つの射があるような圏を作れる．P が最大元を持てば，この最大限の部分対象半順序は P 自身である．理由の1つとしては，そのような圏の全ての射は単射であるからである．
終対象の部分対象は部分終対象と呼ばれる．